# GW近似
GW近似（ジー・ダブルきんじ、英: GW approximation）とは量子力学の近似法の一つで、電子のグリーン関数 G と遮蔽されたクーロンポテンシャル W の積を電子の自己エネルギー Σ とする近似方法。
GW近似の意味で自己無撞着なグリーン関数ではなく、LDAのグリーン関数が用いられる事が多い。

## 特徴
GW近似ではKohn-Sham状態のような仮想状態ではなく物理的な準粒子状態を近似計算するため、電子エネルギー損失スペクトルや光吸収スペクトルを密度汎関数法より正確に計算できる。
さらに実験結果との不一致を軽減するにはベーテ・サルピータ方程式をもちいて電子-ホール対まで考慮すればよい。また、スペクトルの計算は時間依存密度汎関数法(TDDFT)でも可能である。

## 名称の由来
GW近似という名称は、クーロンポテンシャルを表すダイアグラムが波線つまり Wave のため W という変数名が使われ、これとグリーン関数の G を合わせて付けられている。

## 歴史と発展
GW近似が初めて登場した当時は、通常のバンド計算（LDA）による結果からグリーン関数を非自己無撞着に求めて、LDAの結果からの一定の改善が得られた。その後、自己無撞着な過程を導入すると精度（実験結果との一致が）がむしろ悪くなる傾向があることが分かっている。これを回避し、より正しい結果を導く試みがなされている。更に、GW近似における全エネルギーの計算も可能となりつつある（2003年段階）が、それはLDAによる通常のバンド計算と比べはるかに大量の計算量を要求する（GW近似そのものも計算量は膨大である）。
近年では、self-consistent GW近似(原則的にはLDAの結果に依存しない)を用いた研究も多く行われている。